# 木村好夫
木村 好夫（きむら よしお、1934年10月9日 - 1996年7月5日）は、日本の作曲家、ギタリスト。東京都出身。ジャズギター界で「黄金の指を持つ男」の異名を持つ人物。後に演歌・歌謡曲に転向し、美空ひばり、五木ひろしをはじめ、様々な歌手のレコーディングやコンサートに参加、多くの名演を残した。1996年7月5日、肝不全のため61歳で死去。

## 概要・来歴
木村は当初、エレクトリック・ギターを演奏。ザ・ブルービーツではリードギターを担当。
その後、木村好夫とザ・ビィアーズを結成し、主に演歌のアルバムを数多く発表。他には、「エディ・プロコフスキー」「エディ・ラーク」といった変名を使用してのアルバムも発表されている。
テナー・サクソフォーン奏者の松浦ヤスノブとの共演も多く、コロムビア、ビクター、キング等でアルバムを数多く発表。
作曲家として五木ひろしの「おまえとふたり」「倖せさがして」、石原裕次郎の「雪なさけ」天童よしみのデビュー曲「風が吹く」などを作曲。
木村は1994年頃から体調を崩し、一度病に倒れた後、「俺はもうギターが弾けない」と妻に嘆いたという。生涯最後のステージは森進一コンサートでのギター伴奏であった。以後は入・退院を繰り返し、1996年に肝不全のためで死去、享年62歳。
逝去後も、木村のギター演奏の評価は高く、今も多くの愛好者がいる。

## 主な作曲作品
- 石原裕次郎
  - 風花の宿
  - 雪なさけ
- 五木ひろし
  - おまえとふたり
  - 倖せさがして
- 大川栄策
  - おんなの街角
- 嘉納ひろし
  - 銀座
- 天童よしみ
  - 風が吹く
  - 生れ昭和です
- 森進一
  - 男の真情

## 著書
- 演歌の真髄